# Colette Capitan
Pour les articles homonymes, voir Capitan.
Colette Capitan ou Colette Capitan Peter, née le 19 juillet 1932 à Chamalières et morte le 12 novembre 2015 à Paris 13e, est une sociologue et historienne française. Elle était chargée de recherche au Centre national de la recherche scientifique (CNRS) depuis 1962.

## Biographie
Après des études supérieures de droit et de sciences humaines, complétées par un DES de philosophie-sociologie, elle travailla sur la vie politique française, et notamment sur les penseurs de la contre-révolution et sur l'Action Française. Ses travaux ont également porté sur l'antisémitisme et l'idée de nature. 
La Nature à l’ordre du jour 1789-1793 (1993) est l'un de ses ouvrages principaux. Ce livre traite de la Révolution Française et de la façon dont celle-ci a remodelé l'oppression légale, sociale et idéologique des femmes. Il analyse également l’entrée de la Nature comme référence centrale de la conception du politique. Formalisée à l’époque des Lumières et de la Révolution Française, elle reste la nôtre aujourd’hui. Fondée sur le corpus des séances de la Convention et l’examen de la mutation des biens et des personnes, appuyée sur la lecture du projet pédagogique de Jean-Jacques Rousseau et des propos du Marquis de Sade sur la société, cette analyse montre la conception paradoxale d’une Nature considérée en même temps comme la substance causale des relations sociales et, contradictoirement, comme une réalité à instaurer et à maintenir. Cette notion, la Nature, est de fait fondamentalement politique car destinée à déterminer ce qui dans les relations sociales est de l’univers du politique (et caractérise les hommes) et ce qui ne peut l’être, relevant directement de la Nature (ce qui est le cas des femmes).
Après avoir travaillé sur les formes idéologiques explicitement conservatrices ou réactionnaires : Louis de Bonald et plus longuement l’Action Française, Colette Capitan a abordé la question de l’interdiction du politique au cœur des rapports de domination et en a montré le noyau, « irréductible » encore aujourd’hui, dans les relations entre les femmes et les hommes, l’accès au politique des uns, la fermeture organisée de ce même politique aux autres.
Elle s'est par ailleurs fait connaître par son engagement féministe aux côtés notamment de Colette Guillaumin. Elle participa a l'équipe de rédaction de la revue Questions féministes, fondée en 1977 par Simone de Beauvoir, qui est la source et l'organe de publication du féminisme matérialiste. Elle y côtoie Christine Delphy, Emmanuèle de Lesseps, Nicole-Claude Mathieu et Monique Plaza. Ses analyses recoupent celles des féministes radicales et posent les jalons de la critique du genre.

## Publications
- Choix de textes et présentation de Louis de Bonald, Théorie du pouvoir politique et religieux, suivi de Théorie de l'éducation sociale, édition abrégée des 2 ouvrages, Paris, Union générale d'éditions, « Le Monde en 10/18 », 1965.
- Choix de textes et présentation de Ho Chi Minh, Action et révolution (1920-1967), Paris, Union générale d'éditions, « Le Monde en 10/18 », 1968.
- Charles Maurras et l'idéologie d'Action française : Étude sociologique d'une pensée de droite, Paris, Éditions du Seuil, coll. « Esprit. La Condition humaine », 1972 (ISBN 2-02-002466-7)
- (en) « 'Status of Women' in French Revolutionary/Liberal Ideology », dans Gill Seidel (dir.), The Nature of the Right : A feminist Analysis of Order Patterns, John Benjamins Publishing, 1988, 185 p. (ISBN 90-272-2412-9, lire en ligne), p. 161-171
- La Nature à l'ordre du jour (1789-1793), Paris, Éditions Kimé, 1993 (ISBN 978-2-908212-72-3)
- Nation, Nature et statut des personnes au cours de la Révolution française. In: Mots, n°49, décembre 1996. Textes et sexes, sous la direction de Colette Capitan et Catherine Viollet. pp. 18-28. DOI : 10.3406/mots.1996.2119